# June Mar Fajardo
June Mar Fajardo, également orthographié Junmar Fajardo ou Junemar Fajardo, né le 17 novembre 1989, à Compostela, aux Philippines, est un joueur philippin de basket-ball. Il évolue au poste de pivot.

## Palmarès
- Finaliste du championnat d'Asie 2013
- 3e de la Coupe FIBA Asie 2014
- MVP de la Philippine Basketball Association 2014
- All-Star 2013, 2014 de la Philippine Basketball Association